# Canguro Jack
Canguro Jack es una película de comedia de 2003 de Warner Bros., escrita por Steve Bing, Barry O'Brien y Scott Rosenberg, dirigida por David McNally, producida por Jerry Bruckheimer con música de Trevor Rabin y protagonizada por Jerry O'Connell, Anthony Anderson y Estella Warren. Canguro Jack fue lanzado teatralmente el 17 de enero de 2003.
La película fue universalmente rechazada por la crítica, que criticó la actuación, la dirección, la escritura, el humor, la violencia, insinuaciones, especialmente para una película familiar, y la publicidad falsa, aunque los efectos visuales y la banda sonora fueron alabados. Recibió una calificación del 8% en Rotten Tomatoes y recaudó $88.1 millones con un presupuesto de $60 millones. "Canguro Jack" fue lanzado en DVD y VHS el 24 de junio de 2003 por Warner Home Video.  Una secuela animada titulada Kangaroo Jack: G'Day U.S.A.! Fue producida y lanzada en video en 2004.

## Argumento
En 1982, un niño de Brooklyn, Charlie Carbone, está a punto de convertirse en el hijastro de un  mafioso llamado Salvatore Maggio.  El aprendiz delincuente juvenil del mafioso, Frankie Lombardo, intenta ahogar a Charlie, pero un niño llamado Louis Booker lo salva y se convierten en mejores amigos.
Veinte años más tarde (2002). Charlie ahora dirige su propio salón de belleza y Louis sigue siendo su mejor amigo, pero tras una persecución en la que ambos se involucran, accidentalmente acaban guiando a la policía a un almacén (propiedad de S, Maggio) lo que resultó en el descubrimiento de objetos robados y el arresto de al menos uno de los hombres de Sal. Enojado por esto, Maggio le da a Charlie y a Louis la oportunidad de remediar su error. Bajo las instrucciones de Frankie, deben entregar un paquete a un hombre llamado "Sr. Smith" en Coober Pedy, Australia.  Frankie también les advierte no abrir el paquete "bajo ninguna circunstancia" y que si se encuentran con algún problema, deberán llamar al Sr. Smith al número de teléfono que les da. Sin embargo, desconocido para Charlie y Louis, Sal le dice a su Capo que está "cancelando su viaje de regreso".
En el avión, Louis abre el paquete, contra las advertencias de Frankie, para encontrar $50,000 en efectivo. Al aterrizar en Australia, alquilan un Toyota Land Cruiser y se dirigen al Sr. Smith. En su camino, accidentalmente atropellan a un canguro rojo. Pensando que está muerto, Louis pone su "chaqueta de la suerte" en el marsupial y con las gafas de sol de Charlie para posar para las fotografías como una broma, ya que piensa que el canguro se parece a "Jackie Legs", uno de los secuaces de Sal de Canarsie.  El canguro de repente recupera la conciencia y salta con un problema; los $50,000 estaban en la chaqueta. Charlie y Louis se suben a su automóvil e intentan recuperar el dinero de la chaqueta del canguro, pero la persecución termina con el dúo chocando contra un campo de termiteros y luego contra una pila de rocas, destrozando el automóvil.
En un pub en Alice Springs, Louis logra llamar al Sr. Smith e intenta explicar su situación. Sin embargo, el Sr. Smith cree que le robaron el paquete y amenaza con matar a Louis y Charlie, diciéndole que será mejor que tenga el dinero listo cuando los conozca, o caso contrario, los buscará y los "cortará en ganchos para dárselo de comer a los cocodrilos". De vuelta en la ciudad de Nueva York, Sal recibe la llamada del Sr. Smith diciendo que Charlie y Louis no han llegado; así que Sal envía a Frankie y algunos hombres a Australia para investigar.
Mientras tanto, Charlie y Louis intentan recuperar el dinero del canguro disparándole con un dardo tranquilizante desde un biplano.  El intento falla cuando Louis accidentalmente le dispara a Blue al piloto y deja al dúo en el desierto. Pasan muchas horas deambulando por el desierto, durante el cual Charlie alucinación alucina sobre un jeep, y pronto conocen a una mujer de la Outback Wildlife Foundation llamada Jessie, a quien Louis conoció anteriormente en Alice Springs.  Pensando que ella es solo un espejismo, Charlie la  acosa sexualmente a ella y ella lo noquea con su cantimplora.  Mientras está inconsciente, Charlie sueña con encontrarse con una versión de hablar y rapear del canguro, mientras que Sal y Louis se burlan de él en forma de canguro. Al día siguiente, el trío sigue al canguro en el cercano  Todd valley e intenta nuevamente atraparlo con boleadoras, pero Louis accidentalmente falla su intento cuando un enjambre de hormigas se arrastra por sus pantalones.  Mientras espera la próxima oportunidad para atrapar al canguro, Charlie comienza a desarrollar sentimientos por Jessie, que ella dice no volver al principio, pero él siente que ella está mintiendo.
Al día siguiente, el Sr. Smith y sus secuaces llegan y capturan al trío. Charlie y Louis giran las mesas y los engañan, solo para descubrir que Frankie los ha rastreado y está preparado para matarlos. Justo cuando está a punto de hacerlo, sin embargo, el canguro regresa repentinamente, causando una pelea a puñetazos entre las dos facciones villanas.  La distracción permite que Charlie, Louis y Jessie escapen en sus camellos. Se produce una persecución final de tres vías, con Charlie, Louis y Jessie persiguiendo al canguro mientras Frankie y sus secuaces los persiguen.  Louis finalmente logra recuperar el dinero del canguro, pero termina casi cayendo por un acantilado y Charlie y Jessie lo salvan por poco. Después de recuperar el dinero, Frankie les revela que Sal realmente los envió a Australia para pagar su propia ejecución a manos del Sr. Smith. De la nada, la fuerza policial dirigida por un policía encubierto Sr./Sgt. Jimmy Inkamale llega y arresta a Frankie, el Sr. Smith y sus respectivos secuaces. Charlie y Louis se llaman amigos verdaderos, y el primero recupera la chaqueta de la suerte de Louis del canguro, que salta con su familia.
Un año después, Charlie y Jessie se casaron y usaron los $50,000 de Sal para comenzar una línea de nuevos productos para el cuidado del cabello con el logotipo de un canguro, y Louis se convirtió en el socio publicitario de Charlie. Frankie, el Sr. Smith y sus hombres han sido encarcelados de por vida al igual que Sal, ya que no pudieron usar sus conexiones de alto nivel para evitar el arresto y un juicio. El canguro, ahora llamado "Canguro Jack", todavía vive feliz en el interior.  Ahora capaz de hablar de nuevo, Jack explica por qué la película debería terminar con él y la cierra con su versión de la famosa frase de Porky Pig: "¡Eso es todo, muchachos!"

## Reparto
- Jerry O'Connell como Charlie Carbone.
  - Robert Reid como el joven Charlie Carbone.
- Anthony Anderson como Louis Booker.
  - Shawn Smith como el joven Louis Booker.
- Estella Warren como Jessie.
- Michael Shannon como Frankie Lombardo.
  - Brian Casey como el joven Frankie Lombardo.
- Christopher Walken como Salvatore "Sal" Maggio.
- Dyan Cannon como Anna Carbone, la madre de Charlie.
- Adam Garcia como Canguro "Jackie Legs" Jack (voz, sin acreditar).
  - Frank Welker como Jack's Vocal Effects (sin acreditar).
- Marton Csokas como el Sr. Smith
- Bill Hunter como Azul.
- Tony Nikolakopoulos como Sal's Capo.
- David Ngoombujarra como Sr. Sargento.  Sr. Jimmy Inkamale, policía australiano

## Producción
Inicialmente, la película se tituló Down and Under y fue filmada como una oscura comedia de mafiosos con clasificación R al estilo de Midnight Run. La película comenzó a rodarse en Australia en agosto de 2001, y originalmente incluía maldiciones, sexo y violencia, y solo una escena con un canguro. Sin embargo, cuando los productores de la película vieron el primer corte preliminar, se dieron cuenta de que no estaba funcionando como se esperaba. Inspirado por la respuesta positiva a la escena del canguro en las primeras proyecciones de prueba, así como por la campaña de marketing detrás del recién estrenado filme "Snow Dogs", la producción cambió el enfoque de marketing y pasó de ser una oscura comedia de mafiosos a ser una película de animales para toda la familia.  Se rodó un nuevo y extenso metraje que sustituyó al canguro animatrónico por uno nuevo en CGI que rapeaba, y la película se editó para convertirla en una comedia familiar de animales con calificación PG. Varios de los actores de la película, incluidas las estrellas Jerry O'Connel y Anthony Anderson, desconocían estos nuevos cambios hasta después del lanzamiento de la película.[cita requerida] Aunque Adam García hace la voz de Kangaroo Jack, no fue acreditado para el papel.

## Recepción
La película se estrenó el 17 de enero de 2003 y recaudó $16,580,209 durante el fin de semana de apertura de MLK de 3 días y $21,895,483 durante el fin de semana de MLK de 4 días, ocupando el puesto número 1 ese fin de semana. Recaudó $ 66,934,963 en la taquilla nacional de América del Norte y $21,994,148 a nivel internacional para un total mundial de $88,929,111.
Si bien Canguro Jack se desempeñó bien en la taquilla, recibió críticas eminentemente mordaces de la crítica y el público. El sitio web de agregación de reseñas Rotten Tomatoes otorgó a la película una calificación del 8% según 115 reseñas, con una puntuación promedio de 3.35/10. El consenso del sitio dice: "El humor es terriblemente tonto y Canguro Jack contiene demasiada violencia e insinuaciones sexuales para una película familiar". En Metacritic, la película tiene 16 de 100 reseñas basadas en 25, lo que significa "una abrumadora aversión". Joe McGovern en Village Voice describió a Canguro Jack como "tonto" y declaró "El guión incoloro... parece haberse escrito a partir de un mosaico de dibujos animados de Wile E.Coyote, pedos de camello y todos los clichés australianos agudos que han resonado en estas costas". Nathan Rabin, comentando la película para The AV Club, comentó: "La premisa, el avance y los comerciales de Canguro Jack prometen poco más que el espectáculo de dos actores entusiastas siendo pateados una y otra vez por un canguro atrevido y animado por computadora, lamentablemente, la película no logra ni siquiera eso".